# Кевін Овенс
Кевін Янік Стін (англ. Kevin Yanick Steen, нар. 7 травня 1984) — канадський професійний реслер, більш відомий під ім'ям Кевін Овенс (англ. Kevin Owens), що в даний момент виступає в WWE на бренді SmackDown. Колишній чемпіон світу ROH, чемпіон світу PWG. Колишній чемпіон NXT. Колишній Інтерконтинентальний чемпіон WWE, цей титул Оуенс здобував двічі. Колишній Всесвітній чемпіон WWE.
Стін почав свою кар'єру в 2000 році у віці 16 років. До підписання контракту з WWE, Оуенс виступав в Ring of Honor (ROH) під своїм справжнім ім'ям, де він тримав Чемпіонство світу ROH і Командне чемпіонство ROH. Він також активно виступав у незалежних промоушенах протягом 14 років, найбільше запам'ятавшись у Pro Wrestling Guerilla (PWG), де він тримав Чемпіонство світу PWG рекордні 3 рази, а також стільки ж Командне чемпіонство світу PWG. Стін також змагався у International Wrestling Syndicate (IWS), де він тримав Чемпіонство IWS у важкій вазі, у All American Wrestling (AAW), де він тримав Чемпіонство AAW у важкій вазі, і Combat Zone Wrestling (CZW), де він тримав Чемпіонство Залізної людини CZW.
Стін підписав крнтракт з WWE у серпні 2014 року, приєднавшись до підготовчого майданчику NXT, перед тим, як дебютувати в основному ростері у травні 2015 року. У WWE він виграв дев'ять титулів, - Чемпіонство NXT 1 раз, Чемпіонство Всесвіту 1 раз, Інтерконтинентальне чемпіонство двічі, Чемпіонство Сполучених Штатів тричі, і Беззаперечне Командне чемпіонство (Командні чемпіонства Raw і SmackDown) один раз з Семі Зейном. Він був у хедлайні головного шоу компанії Реслманія 2 рази, вперше першого вечора Реслманії 38, де він програв "Льодяній Брилі" Стіву Остіну у матчі 1-на-1 через 19 років після закінчення кар'єри Остіна, і вдруге першого вечора Реслманії 39, де він у команді із Зейном здолав Братів Усо за Беззаперечне Командне чемпіонство WWE. Після виграшу командного чемпіонства, Овенс став 23-м Чемпіоном Гранд Слем WWE.

## Раннє життя
Кевін Янік Стін народився 7 травня 1984 року, у Сен-Жан-сюр-Рішельє, Квебеку, Канаді, і виріс у Марівілі, 29 км на схід від Монреалю. Він має франко-канадське та ірландське коріння, а французька є його рідною мовою. Він вивчив англійську, повторюючи все, що він чув під час перегляду Monday Night Raw. Стін грав у хокей, футбол, і бейсбол, але ніколи не розглядав робити кар'єру в цих видах спорту, особливо у футболі, після того, як отримав травму в 11 років, вирішивши стати професійним реслером, після того, як він і його батько дивилися відеозапис матчу між Дізелем і Шоном Майклзом на Реслманії XI.

## Кар'єра у професійному реслінгу

### Рання кар'єра (2000–2004)
Коли Стіну було 14 років, його батьки дозволили йому тренуватися з Сержем Жодуаном, реслером з Квебеку. Через рік, Стін почав тренуватис з Жаком Руго. Він також тренувався з Террі Тейлором, якого він називав своїм "головним тренером". Стін провів свій перший матч 7 травня 2000 року (у свій 16й день народження) у Л'Ассомпсьоні, Квебеку. Стін тренувався з Руго, і змагався у його промоушені протягом чотирьох років, перед тим, як почав виступати у інших канадських промоушенах.

### International Wrestling Syndicate (2003–2009)
16 серпня 2003 року, Стін здійснив свій дебют у International Wrestling Syndicate (IWS) на Born to Bleed. П'єр Карл Уеле здолав Ель Дженеріко і Стіна на Blood, Sweat and Beers у матчі потрійної загрощи 18 жовтня 2003 року. 15 листопада на Payback's A Bitch, Ель Дженеріко здолав Стіна у їх найпершому одиночному матчі один проти одного. На 5й річниці шоу "V" 15 червня 2004 року, Стін закешив своє претендентство №1 на Чемпіонство світу у важкій вазі IWS, яке він виграв днем раніше на Excess 69, на Ель Дженеріко, вигравши своє перше чемпіонство світу у важкій вазі. Титульний рейн Стіна став поворотним моментом в історії промоушену, ставши першим Чемпіоном світу у важкій вазі IWS, який захищав титул на міжнародній арені, здолавши Родеріка Стронга 30 жовтня Ревеї, Нью-Джерсі на шоу Jersey All Pro Wrestling (JAPW).
22 вересня 2007 року, на Blood, Sweat and Beers, Стін здолав Джея Бріско. 16 лютого 2008 року, на Violent Valentine, Ель Дженеріко здолав Стіна за Чемпіонство світу у важкій вазі IWS. 22 березня 2008 року, на Know Your Enemies, Стін зберіг Чемпіонство світу у важкій вазі IWS, здолавши Макса Бойера і колишнього чемпіона Ель Дженеріко у тристоронньому матчі. 24 травня 2008 року, на Freedom to Fight, Стін став першим, хто тримав два титули IWS одночасно, коли здолав Макса Бойера, вигравши Канадське чемпіонство IWS у матчі за об'єднання Чемпіонства IWS.

### Combat Zone Wrestling (2004–2006, 2008, 2014)

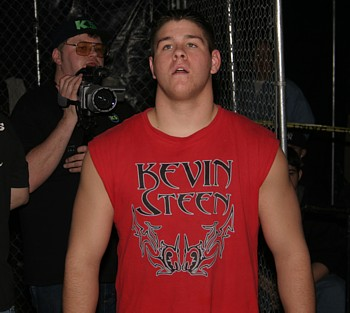
Вихід Стіна у Viking Hall на матч на CZW Cage of DeathVI 11 грудня 2004 р.

Стін здійснив свій дебют у Combat Zone Wrestling (CZW) 10 вересня 2004 року, на High Stakes II, де SeXXXy Eddy здолав Ель Дженеріко і Ексесса 69 чотиристоронньому матчі, який неофіційно став "Матчем року CZW".
14 травня 2005 року, Стін взяв участь у турнірі CZW Best of the Best, у якому дійшов до фіналу, здолавши Кенні Бастарда у першому раунді, і Кріса Хіроу у другому. Він не зміг виграти трофей, програвши у фіналі у матчі фатальної четвірки проти B-Boy, Супер Драгона і Майка Квакенбуша.
Декілька місяців потому в серпні, Стін здолав Френкі Мобстера, вигравши Чемпіонство Залізної людини CZW. Він захистив своє чемпіонство в одиночних матчах проти Нейта Вебба, Ель Дженеріко, Кріса Сейбіна, і Супер Драгона. У матчі в сталевій клітці на CZW Trapped, який включав The Canadians, The Blackout, The Forefathers of CZW, і Едді Кінгстона, Стін програв Чемпіонство Залізної людини реслерці ЛуФісто. Він програв титул за день до річниці виграшу. Після цього, він не повертався до CZW до лютого 2008 року, де він один раз з'явився, і змагався проти Ворделла Вокера без результату.
Стін повернувся у CZW шість років потому, провівши два матчі за промоушен у 2014 році. Спочатку Стін здолав японського реслера Масато Танаку, а згодом Ді Джей Гайда через 22 дні.

### Pro Wrestling Guerrilla (2005–2008)
Змагаючись у CZW, Стін також почав працювати у Pro Wrestling Guerrilla (PWG). 13 травня 2005 року, на Jason Takes PWG, Стін увійшов у своє перше протистояння у PWG, коли він допоміг Екскалібуру здолати Супер Драгона у матчі Guerrilla Warfare, у процесі розкривши себе як фейкового Супер Драгона, який атакував справжнього протягом останніх декілька місяців. 6 серпня 2005 року, Стін виграв Чемпіонство PWG, здолавши Ей Джей Стайлза на Zombies [Shouldn't Run]. Стін протримав титул приблизно чотири місяці, програвши чемпіонство Джої Райану на Chanukah Chaos (The C's Are Silent), після втручання від Супер Драгона. Протистояння Стіна проти Супер Драгона закінчилося 16 грудня 2005 року, на Astonishing X-Man, де він програв у матчі Guerrilla Warfare.
У 2006 році, Стін почав змагатися у команді разом з Ель Дженеріко, і почавши боротися за Командне Чемпіонство світу PWG. 29 липня 2007 року, на Giant-Size Annual No. #4, Стін і Дженеріко здолали діючих чемпіонів ПАКа і Родеріка Стронга, ставши Командними Чемпіонами світу PWG. Вони успішно захищали пояси протягом трьох місяців, перш ніж зрештою програвши їх команді Дейві Річардсу і Супер Драгону 27 жовтня в Англії під час європейського туру PWG "European Vacation II". Наступного вечора, Стін змагався у команді разом з ПАКом у спробі повернути титули проти Драгона і Річардса, оголосивши, що якщо він програє, то залишить компанію назавжди. Стін і ПАК програли, через що Стін покинув PWG.
Однак, Стін повернувся до PWG, і разом з Ель Дженеріко, виграли титули вдруге, цього разу у The Dynasty (Джої Райан і Скотт Лост) 21 травня 2008 року, в імпровізованому матчі. Стін і Дженеріко стали першою командою в історії PWG, яка взяла участь у щорічному командному турнірі Dynamite Duumvirate, захищаючи титули у кожному матчі. У фіналі турніру, вони програли титули Джеку Евансу і Родеріку Стронгу, закінчивши свій другий рейн. Зрештою, Стін покинув PWG через інтерес від ROH. За словами Стіна, він не міг одночасно виступати у ROH і PWG, і він обрав ROH через гроші та популярність.

### Ring of Honor (2007–2014)

#### Сюжетна лінія з Ель Дженеріко (2007–2010)
17 лютого 2007 року, Стін дебютував у Ring of Honor, разом з Ель Дженеріко, у програшному матчі проти Братів Бріско. 14 квітня, Марк Бріско повернувся у середині матчу між Стіном і Дженеріко проти його Брата Джея і Еріка Стівенса. Однак, Марк був атакований дуетом, і був утриманий Стіном після package piledriver. 11 травня, Стін (у якості хіла) і Дженеріко (у якості фейса) здолали Джейсона Блейда і Едді Едвардса. На Respect is Earned 1 липня, Стін і Ель Дженеріко здолали The Irish Airborne (Джейк і Дейв Кріст), Пелль Прімо і Мітча Франкліна, і Джиммі Рейва і Адама Пірса у темному командному матчі. Того ж вечора, Стін і Ель Дженеріко побилися з Братами Бріско, закінчивши тим, що Марк Бріско отримав струс мозку після удару стільцем. На Driven 21 вересня, Брати Бріско здолали Стіна і Ель Дженеріко, зберігши Командне Чемпіонство світу ROH. Стін і Дженеріко зазнали три поспіль поразки від Братів Бріско на Caged Rage 24 серпня у матчі в сталевій клітці, на Manhattan Mayhem II 25 серпня у матчі до двох з трьох фолів, і на Man Up 30 листопада у матчі з драбинами. Їхня єдина перемога над Бріско була на Death Before Dishonor V Вечір 1 у нетитульному матчі за правилами Бостонська вулична бійка.

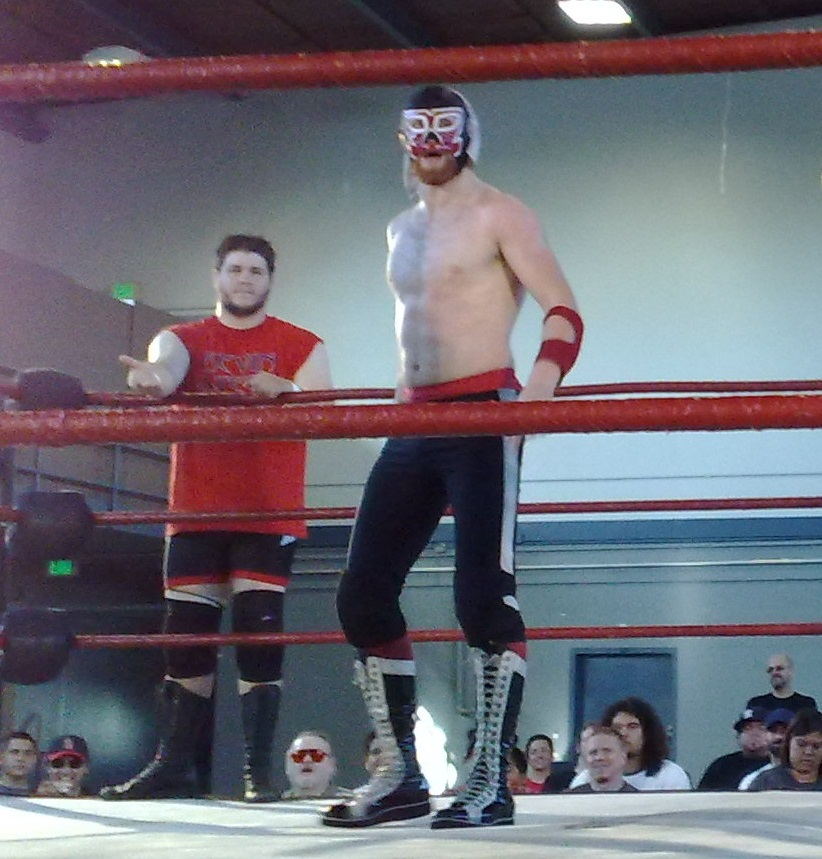
Стін (зліва) і Дженеріко (праворуч) разом у команді у 2008 р.

6 червня 2008 року, Стін і Дженеріко брали участь у одноденному турнірі за Командне Чемпіонство світу ROH, здолавши Го Шіозакі і Чемпіона світу ROH Найджела МакГіннесса у першому раунді, Кріса Хіроу і Адама Пірса у другому раунді, але програли Джиммі Джейкобсу і Тайлеру Блеку у фіналі. 25 липня, Стін зустрівся з Чемпіоном світу ROH Найджелом МакГіннессом у титульному матчі на дебютному шоу компанії у Торонто, Онтаріо, Канада, але програв цей матч. На записах PPV у Бостоні 19 вересня, Стін і Дженеріко здолали The Age of the Fall, вигравши таки Командне Чемпіонство світу ROHю Це також дозволило Стіну виконати обіцянку виграти титул в ROH до шоу Dayton 21 листопада. Вони програли чемпіонство The American Wolves (Едді Едвардс і Дейві Річардс) нателевізійних записах 10 квітня 2009 року.
19 грудня, на Final Battle, першому PPV ROH, після програшу від The Young Bucks, Стін став хілом, атакувавши свого командного партнера Ель Дженеріко. Новим партнером Стіна став Стів Коріно. Наступного PPV The Big Bangle 3 квітня, Дженеріко і Кабана перемогли Стіна і Коріно через дискваліфікацію, після того, як Стін вдарив стільцем колишнього командного партнера. 19 червня на Death Before Dishonor VII, Стін здолав Ель Дженеріко в одиночному матчі. 11 вересня на Glory by Honor IX, Дженеріко і Кабана здолали Стіна і Коріно у матчі з Подвійним ланцюгом, коли Кабана змусив здатися. Після матчу, Стін атакував Ель Дженеріко і зняв з нього маску. 18 грудня на Final Battle, Стін і Дженеріко закінчили трирічне протистояння у несанкціонованому матчі Битва Без Честі, де Стін поставив свою кар'єру в ROH, а Дженеріко маску. Стіну не сподобалась ідея, тому що він втратив би гроші, якщо програв, але погодився на матч, тому що думав, що ROHвикористає Дженеріко як топ реслера після протистояння. У підсумку, Ель Дженеріко виграв матч, і змусив Стіна піти з ROH. На ресурсі Wrestling Observer Newsletter, це протистояння було обрано протистоянням року.
Ще до результату, 4 листопада, контракт Кевіна Стіна з Ring of Honor закінчився через проблеми бюджету, що зіграло ключову роль у виборі правил матчу. Стін написав більшу частину сюжетної лінії з Ель Дженеріко самотужки, хоча стверджуючи, що погані стосунки з новим букером Джимом Корнеттом, який мало цікавився ні Стіном, ні Дженеріко, призвели до великого розчарування для нього. Під час протистояння, букер ROH Адам Пірс обіцяв Стіно, що він буде у головній події Final Battle, але Корнетт поставив Дейві Річардса проти Едді Едвардса у мейн івент, а Стін-Дженеріко після події. Стін також стіdрджував, що Корнетт "заморозив" його роботу в ROH, і не давав ніякої інформації президенту Кері Сілкіну про те, коли повернеться Стін.

#### Чемпіон світу ROH (2011–2013)
Коли Стіна було відсторонено від виступів, президент ROH Кері Сілкін платив йому щомісяця. Корнет казав йому, що він повернеться до виступів через декілька місяців, то Стін скинув 18 кг, але коли ROH було продано, Корнет сказав почекати ще 6 місяців. Стін був незадоволений, і його вага зросла до 132 кг. Його контракт закінчився у лютому 2011 року. Після підписання нового контракту з промоушеном, Стін повернувся до Ring of Honor 26 червня 2011 року, на Best in the World, будучи представленим Коріно, який став фейсом одразу після відходу Стіна із промоушену, і заявив, що він теж потребує відплати. Однак, офіційні особи ROH змусили його покинути арену, перед тим, як він міг показати, що змінився. Після того, як Коріно програв матч Майклу Елгіну, Стін прибіг допомогти від побиття від рук House of Truth, але зрештою сам зрадив його, і його спонсора Джиммі Джейкобса. У підсумку, Стіна було вигнано з арени, в той час, як Джим Корнетт погрожував, що той більше не буде змагатися у стінах ROH. оригінальна ідея була показати Стіна як реслера після реабілітації. Однак, Стін відкинув ідею, тому що "не хотів виглядати як Брати Бравадо". Хоча Стіна і позиціонуали як хіла, фанати стали на його сторону, і освистували Корнетта. Сюжетна лінія продовжувалася до 22 липня, коли Стін зайшов на офіційний форум ROH, написавши повідомлення, в яких хвалив Pro Wrestling Guerrilla. 15 вересня, офіційний форум ROH було зламано, аби завантажити відео, на якому Стін анонсував свій намір відвідати шоу Death before Dishonor Ix наступного тижня.
На події 17 вересня, Стін перервав матч між Ель Дженеріко і Джиммі Джейкобсом, і кинув виклик Сітву Коріно, який в той час змагався у Японії, перед тим, як провести павербомбу Джейкобсу об край рингу. Після цього, Стін мав конфронтацію з Джимом Корнеттом і президентом ROH Кері Сілкіном, якому він намагався провести Package Piledriver, але був вигнаний з арени охороною. На випуску Ring of Honor Wrestling від 5 листопада, Стін повернувся з реслером Ohio Valley Wrestling Крістіаном Масканьї у якості його юридичного консультанта, погрожуючи Джиму Корнетту і Ring of Honor судовим позовом, якщо його не відновлять у роботі протягом трьох тижнів. На випуску Ring of Honor Wrestling від 3 грудня, Стін отримав матч проти Стіва Коріно на Final Battle, де стояло його майбутнє у ROH на кону. На самій події 23 грудня, Стін здолав Коріно, гарантувавши собі кар'єру в ROH. Після цього, він провів Package Piledriver Джиму Корнетту, а згодом і Ель Дженеріко той самий прийом через стіл. У кінці вечора, він мав конфронтації з Дейві Річардсом, і пообіцяв стати Чемпіоном  світу ROH у 2012 році. 4 березня 2012 року, на Шоу 10-ї річниці, Стін здолав Джиммі Джейкобса у матчі Без обмежень, і закінчив PPV ще однією конфронтацією з Дейві Річардсом. Стін продовжив свій переможний стрік під час вікенду Showdown in the Sun, спочатку здолавши Ель Дженеріко, з допомогою Джиммі Джейкобса, у матчі До останнього на ногах 30 березня, і згодом Едді Едвардса в одиночному матчі 31 березня. 12 травня на Border Wars, Стін здолав Дейві Річардса, вигравши Чемпіонство світу ROH вперше в кар'єрі, ставши першим канадцем, який тримав титул.
Після матчу, Стів Коріно вийшов на ринг, і обійняв Стіна і Джейкобса; ці троє згодом сформують угрупування під назвою S.C.U.M (Suffering, Chaos, Ugliness, and Mayhem). Стін вперше успішно захистив титул 15 червня, здолавши Едді Едвардса. 23 червня на Best in the World 2012: Hostage Crisis, Стін здолав Дейві Річардса, зберігши Чемпіонство світу ROH. Наступного PPV, Boiling Point 11 серпня, Стін успішно захистив титул проти Гранд чемпіона Chikara Едді Кінгстона. 15 вересня на Death Before Dishonor X: State of Emergency, Стін провів успішний захист титулу проти Райно. 6 жовтня, титульний матч між Стіном і Джеєм Літалом закінчився без результату в домашньому штаті Літала Нью-Джерсі, після чого Стін плюнув в обличчя батьків Літала, які сиділи біля рингу. Сім днів потому, наступного PPV, Glory by Honor Xi: The Unbreakable Hope, Стін успішно захистив титул проти Майкла Елгіна, Після цього, Стін приніс коробку, в якій лежала маска Ель Дженеріко. 16 грудня на Final Battle 2012: Doomsday, Стін успішно захистив Чемпіонство світу ROH проти Ель Дженеріко у матчі з драбинами. 2 березня 2013 року, на Шоу 11-ї річниці, Стін здолав Джея Літала у "матчі образ", зберігши Чемпіонство світу ROH. 5 квітня на Supercard of Honor VII, Стін програв Чемпіонство світу ROH Джею Бріско.